# Jasionno
Jasionno (Duits: Eschenhorst) is een plaats in het Poolse district  Elbląski, woiwodschap Ermland-Mazurië. De plaats maakt deel uit van de gemeente Gronowo Elbląskie en telt 250 inwoners.